# Peter Gethin
Peter Kenneth Gethin (1940. február 21. – 2011. december 5.) brit autóversenyző, volt Formula–1-es pilóta.

## Pályafutása
Peter úgy döntött, hogy nem lép zsoké apja nyomdokaiba, inkább autóversenyző lesz. Pályája kezdetén, 1962-ben egy Lotus 7-sel versenyzett. 1965-től a Formula–3 mezőnyének tagja volt. 1969-ben a frissen létrehozott Formula 5000-es kategóriában indult. Egy félig gyári McLarennel versenyezve megnyerte a bajnokságot, majd 1970-ben megvédte címét. Addigra azonban már elindult néhány Formula–1-es versenyen is, mert Bruce McLaren halála után kisegítőként beválogatták a McLaren csapatba. 1970-ben egy futamon sikerült pontszerző helyen végeznie, 1971-ben azonban a McLarennel egyszer sem. Ekkor szerződött át a BRM-hez, és aratta híres győzelmét Olaszországban. Mindössze egy századmásodperccel verte meg Ronnie Petersont. Gethin később megnyerte a Formula–2-es autók Pau-i Nagydíját, s 1977-ig a Formula 5000-es mezőnyben versenyzett.

## Eredményei

### Teljes Formula–1-es eredménysorozata
(Táblázat értelmezése)

(Félkövér: pole-pozícióból indult; dőlt: leggyorsabb kört futott) 

| Év   | Csapat  | 1      | 2      | 3      | 4      | 5      | 6      | 7      | 8      | 9      | 10     | 11     | 12     | 13     | 14     | 15  | Csapat  | Helyezés | Pontszám |
| ---- | ------- | ------ | ------ | ------ | ------ | ------ | ------ | ------ | ------ | ------ | ------ | ------ | ------ | ------ | ------ | --- | ------- | -------- | -------- |
| 1970 | McLaren | RSA    | ESP    | MON    | BEL    | NED Ki | FRA    | GBR    | GER Ki | AUT 10 | ITA Hn | CAN 6  | USA 14 | MEX Ki |        |     | McLaren | 23.      | 1        |
| 1971 | McLaren | RSA Ki | ESP 8  | MON Ki | NED Hn | FRA 9  | GBR Ki | GER Ki | AUT 10 | ITA 1  | CAN 14 | USA 9  |        |        |        |     | BRM     | 9.       | 9        |
| 1972 | BRM     | ARG Ki | RSA Hn | ESP Ki | MON Ki | BEL Ki | FRA Ni | GBR Ki | GER    | AUT 13 | ITA 6  | CAN Ki | USA Ki |        |        |     | BRM     | 21.      | 1        |
| 1973 | BRM     | ARG    | BRA    | RSA    | ESP    | BEL    | MON    | SWE    | FRA    | GBR    | NED    | GER    | AUT    | ITA    | CAN Ki | USA | BRM     | -        | 0        |
| 1974 | Lola    | ARG    | BRA    | RSA    | ESP    | BEL    | MON    | SWE    | NED    | FRA    | GBR Ki | GER    | AUT    | ITA    | CAN    | USA | Lola    | -        | 0        |

## Fordítás
- Ez a szócikk részben vagy egészben  a   Peter Gethin című angol Wikipédia-szócikk fordításán alapul.  Az eredeti cikk szerkesztőit annak laptörténete sorolja fel. Ez a jelzés csupán a megfogalmazás eredetét és a szerzői jogokat jelzi, nem szolgál a cikkben szereplő információk forrásmegjelöléseként.

## Külső hivatkozások
- Profilja a grandprix.com honlapon (angolul)
- Profilja a statsf1.com honlapon (angolul)